# Salem (Nebraska)
Salem est un village du comté de Richardson, dans l'État du Nebraska, aux États-Unis. En 2020, il comptait une population de 84 habitants.